# 茲納姆揚卡 (貝雷濟夫卡區)
47°0′51″N 30°17′24″E / 47.01417°N 30.29000°E
茲納姆揚卡（烏克蘭語：Знам'янка）是位於烏克蘭西南部的村莊，由敖德萨州贝雷济夫卡区的茲納姆揚卡市鎮負責管轄，並為該市鎮的行政中心。該村始建於1804年，面積18.84平方公里，海拔高度15米，2017年人口3,716。